# Іржі Гаусманн (письменник)
Іржі Гаусманн (чеськ. Jiří Haussmann, 30 жовтня 1898, Прага — 7 січня 1923, Прага) — чеський письменник-фантаст, поет, фейлетоніст та журналіст.

## Біографія
Іржі Гаусманн народився у Празі, його батько Іржі Гаусманн був ад'юнктом Високого суду в Празі (пізніше він став міністром юстиції Чехословаччини). Його мати походила з Лібоховиць, і в дитинстві майбутній письменник неодноразово там гостював. У віці 9 років Іржі Гаусманн перехворів середнім отитом, після чого майже втратив слух на праве вухо. Брат майбутнього письменника, Іван Гаусманн, був карикатуристом та ілюстратором книг, мав крайньо праві погляди, а після окупації Чехії Німеччиною вступив до СА.
Іржі Гаусманн-молодший закінчив Малостранську гімназію в Празі в 1917 році. З 1920 року працював у одному з окружних судів у Празі на Малій Страні. У 1922 році він закінчив юридичний факультет Карлового університету. Проте вже в червні цього ж року Іржі Гаусманн захворів на туберкульоз, а в січні 1923 року помер.

## Літературна творчість
Іржі Гаусманн писав епіграми, вірші та оповідання, друкувався у виданнях «Česká demokracie», «Český socialista», «Šibeničky» і «Nebojsa». Він також написав кілька пісень для популярного празького кабаре «Červená sedma». В останні місяці панування Австро-Угорщини писав антиавстрійські вірші, які публікував під псевдонімами Жорж, Жорж Єгор або Далманітес. Іржі Гаусманн мав ліві погляди, критикував раннє капіталістичне суспільство. Найвизначнішим твором письменника став науково-фантастичний антиутопічний роман «Промислове виробництво чесноти» (чеськ. Velkovýroba ctnosti), за мотивами якого створено радіопостановку.

## Вибрана бібліографія

### Прижиттєві видання
- Пісні імператора Вільгельма (чеськ. Píseň císaře Viléma, 1918, листівка з карикатурою Зденека Кратохвіла)
- Боягуз (чеськ. Sketa, 1919, трагедія на одну дію)
- Образливі наспіви (чеськ. Zpěvy hanlivé, 1919, збірка сатири)
- Промислове виробництво чесноти (чеськ. Velkovýroba ctnosti, 1922)
- Дикі казки (чеськ. Divoké povídky, 1922, збірка творів)
- Громадянська війна: політичні вірші (чеськ. Občanská válka : politické verše, 1922)

### Посмертні видання
- Байки (чеськ. Básně, 1934, видання укладене Отокаром Фішером)
- Промислове виробництво чесноти (чеськ. Velkovýroba ctnosti, 1948)
- Образливі наспіви, Громадянська війна (чеськ. Zpěvy hanlivé, Občanská válka, 1950)
- Дикі казки і оповіді (чеськ. Divoké verše a prózy, 1963, з ілюстраціями Адольфа Гоффмейстера)
- Промислове виробництво чесноти (чеськ. Velkovýroba ctnosti, 1975, з передмовою Радко Питліка)
- Людство під загрозою (чеськ. Ohrožené lidstvo, оповідання включене до збірки «Фантастичний Декамерон», 1987)